# Synagoga Józefa Gejnzlera w Łodzi (ul. Długa 68)
Synagoga Józefa Gejnzlera w Łodzi – prywatny dom modlitwy znajdujący się w Łodzi przy ulicy Długiej 68, obecnie ulica Gdańska.
Synagoga została zbudowana w 1898 roku z inicjatywy Józefa Gejnzlera. Mogła ona pomieścić 26 osób. Podczas II wojny światowej Niemcy zdewastowali synagogę.